# Justicia dusenii
Justicia dusenii är en akantusväxtart som först beskrevs av Gustav Lindau, och fick sitt nu gällande namn av Wasshausen och L. B. Smith. Justicia dusenii ingår i släktet Justicia och familjen akantusväxter. Inga underarter finns listade i Catalogue of Life.